# 佐武広命
佐武 廣命（さたけ ひろうじ、1839年 - 1912年）は、明治時代の兵士。

## 生涯
和歌山県生まれ。のちに東京へ移住し、東京青山霊園墓地に眠る。
1876年（明治9年）10月24日熊本市で起こった明治政府に対する士族反乱の神風連の乱（または敬神党の乱）にて歩兵第十三聯隊中尉として参画。連隊旗を奪還したのち、再び神風連に奪われるのを防ぐため軍旗を腹に巻いて熊本城に籠城し、奮闘中に負傷。崩壊寸前となった官軍を救い、勝利に導いた。廣命の鮮血が旗に染みたため「血染めの軍旗」と呼ばれた。
廣命は皇居三の丸尚蔵館に明治十二年明治天皇御下命「人物写真帖」『陸軍』に陸軍歩兵大尉正七位勲五等 佐武廣命 和歌山県士族 四十二歳として写真が収められている。

## 親族
- 母：半(1816年-1886年) 山村家より
- 妻：喜代の（1844年-1932年）和歌山県士族 鈴木源五右衛門長女
- 弟：駒次郎（1866年没）
- 長男：保太郎（1864年-1945年）
- 次男　好三郎
- 長女：政恵（1870年-1869年）　山田一男（1854年-1898年）妻
- 次女：敏尾（1876年-1956年）　山田一男（1854年-1898年）妻

子孫
- 廣命長男：保太郎 (日本輪友会会員 http://www.eva.hi-ho.ne.jp/ordinary/JP/rekishi/rekishi28.html・1874年慶応義塾幼稚舎教師 https://books.google.co.jp/books?id=2zTAEAAAQBAJ&pg=PA524&lpg=PA524&dq=%E6%85%B6%E6%87%89%E7%BE%A9%E5%A1%BE%E5%B9%BC%E7%A8%9A%E8%88%8E+%E6%95%99%E5%93%A1%E3%80%80%E4%BD%90%E6%AD%A6&source=bl&ots=uOP_LAvxht&sig=ACfU3U0ZpmsrNiWeeU6L5pcYTGf3dUrPkA&hl=ja&sa=X&ved=2ahUKEwi-lbjJpPWBAxWNdfUHHYUkA48Q6AF6BAg7EAM P524・秋田銀行支配人)[3]

以下、保太郎の家族
- 妻：雅（1867年-19313年）和歌山県士族 野口惟和長女
- 長女：喜美（小島千代輔妻）
- 次女：香代（1890年-1984年　中西義栄妻）
- 長男：千代光（1893年-1949年）
- 次男：八千穂（1597年-1903年）
- 三男：巌（1905年-1987年）